# Histoire de la psychiatrie en Belgique
L'histoire de la psychiatrie en Belgique traite des connaissances scientifiques et de la construction d'un champ institutionnel ainsi que du contexte politique, social et culturel dans lequel ces évolutions ont lieu.

## Cadre législatif
D'une certaine manière, la psychiatrie naît en Belgique le 18 juin 1850. Jusqu'à ce moment, des dispositions datant de la période française régissent la matière. C'est à partir de ce moment que pour un certain nombre d'éléments un cadre uniforme et spécifiquement belge est créé. La « loi sur le régime des aliénés » fait partie de toute une série de dispositions par lesquelles le jeune État belge entend se doter des outils qui définissent selon lui un État moderne.
La loi est plus spécifiquement née d'une commission spéciale mise en place par le gouvernement belge afin d'analyser la condition des aliénés. Dans cette commission se retrouvent, entre autres, Joseph Guislain et Edouard Ducpétiaux, engagé également dans la réforme pénitentiaire. La psychiatrie est, à ce moment encore, clairement pensée comme institution sociale et non médicale comme en témoigne le rapport de cette commission : « Nos prisons, nos dépôts de mendicité même sont des asiles secourables, lorsqu'on les compare aux maisons d'insensés ». La loi de 1850 essaie donc de donner un premier cadre législatif belge en codifiant des catégories d'asiles, en instaurant des organes de contrôle, en définissant des normes minimales au niveau de l'architecture asilaire et en réglant l'entrée et la sortie des « aliénés ».
À la suite de l'affaire d'Evere qui éclate en 1871, une nouvelle loi votée le 28 décembre 1873 essaie de renforcer le contrôle des asiles et impose également une classification des malades entre « paisibles, agités, malpropres. » Ce cadre reste législatif reste valable jusqu'aux années 1960 à deux exceptions près : le placement des « enfants anormaux » dans des instituts spéciaux (14 octobre 1920) et le dispositif de la défense sociale (9 avril 1930).
À partir de 1963, dans un processus qui durera une trentaine d'années, les établissements psychiatriques sont intégrés dans les lois sur les hôpitaux, d'abord par des arrêtes royaux. Et ce n'est qu'en 1990 qu'une nouvelle loi remplace définitivement les lois de 1850/1873. Législativement, l'espace psychiatrique n'entre donc qu'à la fin du XXe siècle dans l'espace médical.

## Enfermement
À partir des années 1820, le nombre d'« aliénés » comme les appelle la statistique, augmente rapidement, augmentation qui est rendue possible grâce à la construction d'asiles. Contrairement à la France où la loi du 30 juin 1838 prescrit un asile géré par l'État dans chaque département, le gouvernement belge ne va jamais s'engager sur cette voie et laisse le soin des 'aliénés' au secteur privé et/ou communal.
La création de l'établissement Saint-Martin à Dave, dans la province de Namur, est révélatrice à plus d'un titre. En absence d'un établissement pour les provinces de Namur et du Luxembourg, le gouvernement s'adresse dans les années 1890 à une congrégation religieuse, les Frères de la Charité, pour construire un asile. En 1901, l'hôpital est ouvert à environ 150 patients ; quatre ans plus tard il en compte plus de 650. L'exemple de Dave est représentatif à plusieurs niveaux. D'abord, par le non-engagement direct de l'État belge. Ensuite, par le rôle qu'y jouent les Frères de la Charité. Cette congrégation devient dans la deuxième moitié du XIXe siècle un des principaux acteurs de la psychiatrie en Belgique. Entre 1857 et 1938, ils vont construire dix asiles psychiatriques. En 1976, ils disposent de 25 % des lits psychiatriques en Belgique. Et jusqu'à l'époque moderne – surtout en Flandre – les services psychiatriques sont souvent assurés par des congrégations catholiques. L'année 1901 est en fait presque au milieu d'une période qui va des années 1850 aux années 1930, période qui se caractérise par une extension massive des institutions et des lits. Contrairement aux institutions de la première moitié du XIXe siècle qui disposaient seulement d'un nombre réduit de lits, la plupart de ceux qui sont construits à partir de la deuxième moitié du XIXe siècle permettent d'interner un nombre important de patients.
Jusqu'aux années 1970, la grande majorité de ces patients se retrouvent sous le régime de collocation dans des asiles surpeuplés. Pendant très longtemps les différences sociales face à la maladie mentale sont énormes. En effet, à côté de ces asiles destinés à la grande masse existent de petites cliniques privées destinées à une clientèle qui a les moyens de s'offrir un environnement peu dépaysant. C'est d'ailleurs à l'intérieur de ces cliniques que dès le début du XXe siècle les premières expériences de services ouverts sont tentés. En 1931, l'Institut de Psychiatrie ouvre le premier service ouvert qui s'adresse à tous les patients mais ce n'est que dans les années 1960 et 1970 que la psychiatrie belge connaît une double ouverture, d'une part à l'intérieur des hôpitaux psychiatriques et d'autre part dans une extension de la psychiatrie vers le monde en dehors des hôpitaux psychiatriques. La plupart des institutions psychiatriques – si elles ne disposent pas déjà d'un service ouvert – en ouvrent un dans les années 1960 et ces services gagnent rapidement en importance. Dans la deuxième moitié des années 1970, le nombre de lits psychiatriques en service ouvert dépasse celui en service fermé.
Parallèlement la psychiatrie quitte l'hôpital et par des services multiples s'intègre davantage dans la société. Pour ne prendre que le cas du champ psychiatrique de l'hôpital Brugmann à Bruxelles : le premier secteur, L'Équipe, à Anderlecht (1961), les Alcooliques anonymes (début des années 1960), le club Antonin Artaud pour des ex-patients (1962), le Centre de prévention du suicide de Bruxelles (fin des années 1960), Infor-Drogue (1971).

## Enseignement
L'enseignement spécialisé s'impose tardivement dans les universités belges. Si dans les grands hôpitaux, la pratique des services spécialisés s'institutionnalise dans la deuxième moitié du XIXe siècle, ceci n'est pas vrai pour les diplômes conférés par les universités. L'enseignement de la psychiatrie pour les futurs médecins dépend donc beaucoup des traditions locales existant dans les différentes universités. Ainsi, à Gand, grâce à Joseph Guislain la tradition d'un enseignement psychiatrique s'impose dès les années 1840 mais tombe en désuétude à sa mort en 1860. Ce n'est qu'en 1922 qu'une chaire de psychiatrie, à laquelle Jean Crocq est nommée, s'ouvre et ce n'est qu'en 1930 que l'Université de Gand se dote d'un institut de psychiatrie propre. À l'Université libre de Bruxelles un cours de « clinique des aliénations mentales » apparaît à deux reprises pendant la première moitié du XIXe siècle, mais sans s'imposer définitivement avant 1876. À Liège, il faudra attendre 1890 avant que les étudiants en médecine ne puissent suivre un enseignement en cette matière. 
Finalement ce n'est que l'Université de Louvain qui, à partir de 1835, offre des cours de psychiatrie pendant tout le XIXe siècle.  Ainsi les médecins qui travaillent dans les asiles ont rarement une formation particulière en psychiatrie. Finalement, ce n'est qu'à partir de l'entre-deux-guerres que toutes les universités offrent des enseignements en psychiatrie à la suite d'une décision de 1921 de rendre cet enseignement obligatoire pour la collation des grades académiques. Mais ce n'est que dans les années 1950 et 1960 que les spécialités médicales s'imposent dans les universités belges. À l’Université libre de Bruxelles, un « enseignement complémentaire » en psychiatrie est introduit en 1962, la psychiatrie étant d’ailleurs une des dernières spécialisations introduites, dans un processus qui commence à l’ULB en 1955. Avant 1962, l’enseignement de la psychiatrie est réduit à un cours de psychologie en candidature et à deux cours, un intitulé Psychiatrie, l’autre Clinique de psychiatrie, en doctorat. À l’université de Gand, c'est également pendant le doctorat que des cours spécifiques en psychiatrie sont donnés aux étudiants dans les années 1950 et 1960.

## Lien entre psychiatrie et religion
L'histoire asilaire belge comporte une particularité inhérente : l'alliance du prêtre et du médecin, matérialisée par les nombreuses congrégations religieuses belges faisant office d'institutions psychiatriques et parsemant le pays. Ce phénomène trouve ses origines à l'époque de l'occupation française (1795-1814). Pendant les premières années de l'occupation française, il y a, dans les régions de l'actuelle Belgique, un fort développement de la mendicité et de l'indigence (c'est-à-dire de la pauvreté). Ces problèmes impliquent la création d'institutions de bienfaisance. Or, avec la Révolution française, toutes les associations religieuses et corporations laïques ont été supprimées, et le Directoire mise davantage sur un système selon lequel la bienfaisance publique serait l'apanage de l'administration civile. Cependant, ce système se retrouve très vite submergé non seulement par des problèmes financiers mais aussi par un personnel dont l'effectif est trop réduit. Le gouvernement et Napoléon (ce dernier étant à l'origine opposé aux congrégations religieuses) se retrouvent donc contraints d'autoriser la création de nouvelles congrégations religieuses et de reconnaître leur nécessité dans le domaine de la bienfaisance. À partir de là, à l'instar des autres domaines de bienfaisance, la création et la gestion des établissements psychiatriques réservés aux aliénés vont être rendues aux congrégations religieuses (et, dans une autre mesure, aux familles privées). À titre d'exemple, la ville de Gand confie, en janvier 1808, la gestion du Quai des Violettes (asile où sont enfermées les femmes aliénées de Gand) au chanoine Triest. Une congrégation qui connaîtra une expansion considérable en Belgique n'est autre que la congrégation des Sœurs de la Charité (dont le fondateur est Triest). Cinq ans après sa fondation (1803), celle-ci se spécialise dans le domaine des soins aux aliénés (1808). Triest, en s'alliant avec l'aliéniste Joseph Guislain, concrétise cette union prêtre-médecin. Triest fait la promotion de Guislain et s'arrange pour que les hospices d'aliénés gantois engagent Guislain, faisant ainsi de ces hospices les premiers en Belgique (ou plutôt dans la future Belgique) à disposer des services d'un médecin spécialiste des maladies mentales (1828). L'institution psychiatrique du Beau-Vallon, à Namur, s'inscrit dans cette tradition d'association entre Médecin et Religieux. Le Beau-Vallon est créé le 19 janvier 1914 par Eugène Van Rechem (en), alors président de la congrégation des Sœurs de la Charité et qui perpétue ainsi en quelque sorte la tradition des soins aux malades mentaux initiée par Triest. Le Beau-Vallon est le second institut pavillonnaire de Belgique pour femmes et enfants aliénés indigents, le premier étant celui de Melle (près de Gand). L'association du Médecin et du Religieux marque toute l'histoire asilaire belge, tout au long du XXe siècle. 

## Psychiatrie et Première Guerre mondiale
Pendant la Première Guerre mondiale, la situation des patients psychiatriques en Belgique est catastrophique. Ils sont internés dans de grandes structures, ils sont tributaires de rations officielles et surtout ils subissent une surmortalité hors-norme. Ce problème des populations psychiatriques est symptomatique de la situation générale en Belgique pendant la Grande Guerre. Depuis son invasion le 4 août 1914 par l'armée allemande, la Belgique est administrée par l'occupant. En Belgique, l'occupant allemand va poursuivre deux objectifs : le maintien de l'ordre à l'arrière du front et l'exploitation économique du pays occupé. Pour ce faire, l'Allemagne lève un impôt de guerre, prélève d'importantes parts de la production industrielle et agricole belge et déporte des ouvriers belges (à partir de 1916). Cette gestion de l'occupant va engendrer un contexte de crise politique et économique dans lequel la question du ravitaillement des populations belges devient cruciale. En outre, le blocus des pays alliés déclarés à l'Allemagne met un terme aux échanges commerciaux internationaux avec les pays occupés, dont la Belgique, ce qui aggrave la situation de pénurie. Ce contexte d'occupation militaire et de pénurie alimentaire exacerbe les inégalités et les clivages sociaux, et le cas des patients psychiatriques en est un bon exemple. L'invasion de la Belgique a une conséquence importante sur le fonctionnement et les ressources des institutions psychiatriques belges. En effet, les asiles et autres maisons d'aliénés ne sont pas en mesure de nourrir décemment l'ensemble de leurs patients. Cette situation de pénurie atteint son paroxysme par exemple au sein de l'hôpital psychiatrique du Beau-Vallon de Namur, lequel demeure sans vivres pendant plusieurs jours. En ce qui concerne la population des institutions psychiatriques belges, elle ne cesse d'augmenter avec leur réquisition pour héberger des soldats blessés. . Pour le reste, plus les asiles sont peuplés, plus ils sont vulnérables en temps de guerre. Les asiles font face à une surpopulation, causée par l'arrivée non seulement de nouvelles populations asilaires (soit des patients psychiatriques) mais aussi de populations civiles en fuite. À titre d'exemple, l'asile géré par les Sœurs de la Charité à Saint-Trond accueille 400 réfugiés en août 1914. De nombreux asiles sont également évacués (en fonction de leur situation géographique par rapport aux combats) et doivent transférer leurs patients dans d'autres institutions (c'est le cas de l'asile de Dave, près de Namur, qui, à la mi-août 1914, est contraint de transférer ses 715 patients et de les répartir dans plusieurs asiles, comme ceux de Zelzate, de Gand et de l'asile Saint-Julien de Bruges). Ce phénomène engendre des conditions de vie difficiles pour les populations des asiles, non seulement pour les patients mais aussi pour le personnel. À tout cela s'ajoute inévitablement la question des ressources alimentaires, lesquelles sont de plus en plus rares depuis août 1914. En ce qui concerne les systèmes de solidarités, force est de constater qu'à l'égard des patients psychiatriques il est inexistant. En effet, il y a une absence de tout traitement de faveur structurellement organisé à l'attention des malades mentaux en Belgique occupée. Cette indifférence vis-à-vis des patients psychiatriques contraste avec l'attention apportée à d'autres catégories sociales explicitement considérées comme vulnérables. En effet, le CNSA (Comité national de secours et d'alimentation, organisation caritative créée en 1914 pour distribuer de l'aide humanitaire aux civils en Belgique occupée durant la Première Guerre mondiale) octroie des rations supplémentaires aux nourrissons, aux enfants "débiles" (à savoir faibles et rachitiques), aux femmes enceintes ou allaitantes, aux personnes âgées, aux tuberculeux et aux prisonniers. Cette différence de traitement témoigne d'une forte injustice, d'une forte inégalité mais aussi des décisions arbitraires du CNSA quant au choix des populations dignes d'être secourues. Cette indifférence vis-à-vis des patients psychiatriques n'est pourtant pas faute, dans le chef des responsables d'établissements psychiatriques, d'avoir envoyé des demandes.
D'un point de vue purement médical, on observe un chaos post-traumatique chez les soldats soignés et rescapés pendant et à l'issue de la Première Guerre mondiale. En effet, pendant la Grande Guerre, en Belgique comme dans les autres nations belligérantes, les psychiatres sont confrontés à d'innombrables troubles psychiques présentés chez les soldats qui, quand ils ne présentent pas de blessure apparente, présentent des symptômes graves. Ceux-ci peuvent prendre la forme de "contractures" ou "plicatures" des membres ou du tronc (camptocormie (en)), de tremblements intenses d'un ou de plusieurs membres ou de tout le corps, de paralysies partielles ou totales, d'amnésies, d'états de mélancolie, d'idées suicidaires, de désorientation, d'angoisses, d'hallucinations et de délires ou encore de mutités et de cécités associées ou non à des surdités, en d'autres termes des traumatismes psychologiques post-Première Guerre mondiale.

## Historiographie de l'histoire de la psychiatrie en Belgique
De manière générale, l'histoire de la psychiatrie, d'un point de vue international, se développe considérablement entre 1980 et 2010 environ. Si l'histoire de la psychiatrie s'intéresse d'abord à une approche plutôt sociétale de la psychiatrie (le sort réservé et imposé aux personnes dites "aliénées", les modes d'exclusion et de traitement de ces aliénés, ces aspects étant symptomatiques des normes et des marges que la société essaye de définir), elle se penche ensuite sur une approche plus concrète des pratiques thérapeutiques et du quotidien des patients et du personnel des institutions psychiatriques. Cette seconde approche se développe ainsi en Belgique dans le courant des années 2000, avec les travaux de Benoît Majerus et Jean-Noël Missa. Parallèlement à ces deux approches, l'étude de la psychiatrie amène d'autre part les historiens à s'intéresser aussi bien à l'évolution de la médecine qu'à l'histoire du droit (l'histoire du droit étant liée au maintien de l'ordre public et à l'internement des populations marginales), transformant l'histoire de la psychiatrie en un domaine interdisciplinaire. Ainsi, en Belgique, de nombreux échanges, par exemple entre psychiatres et chercheurs universitaires en Droit, ont lieu.